# Albert Donnezan
Albert Donnezan (Perpinyà, 14 d'octubre del 1846 - Perpinyà, 1 de maig del 1914) va ser un metge rossellonès, historiador i paleontòleg d'afició, president de la "Société Agricole, Scientifique et Littéraire des Pyrénées Orientales".

## Biografia

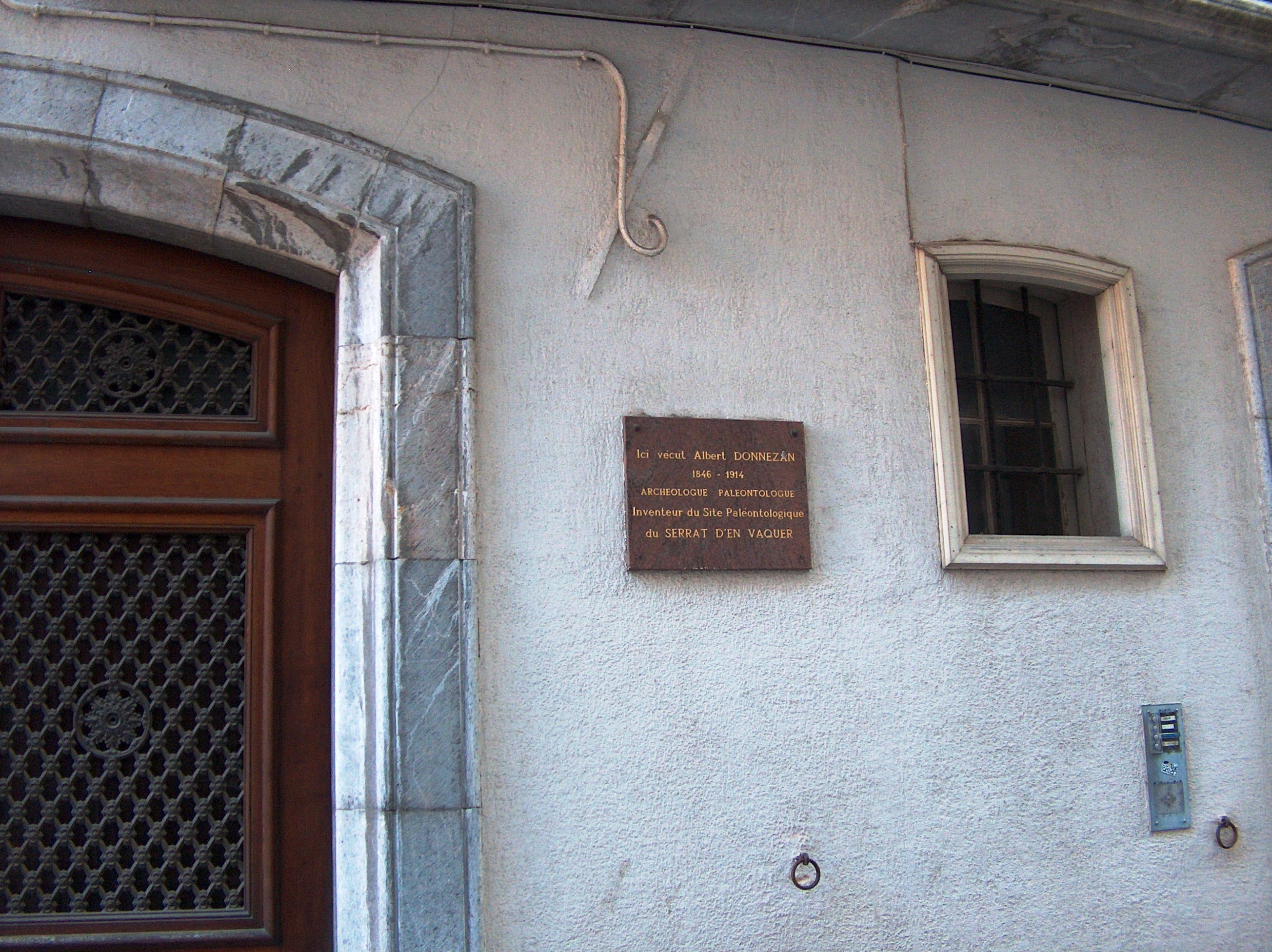
Placa col·locada a 5 rue Fontaine Froide a Perpinyà

Jean, Honoré, Calixte, Albert Donnezan era fill de metge  i seguí també la carrera mèdica. Va fer pràctiques a l'hospital civil de Perpinyà i fou metge de la guàrdia mòbil dels Pirineus Orientals (amb el títol de metge ajudant major, entre l'agost del 1870 i el març del 1871), abans de doctorar-se en medicina a la Universitat de Montpeller el 1872. Durant més de quaranta anys es dedicà a l'exercici professional a Perpinyà; entre 1872 i 1879 estigué vinculat a l'hospital militar de Perpinyà, i també fou metge de l'assistència pública i de l'asil d'ancians de la ciutat. Presidí el Comitè Departamental de Protecció dels Infants al llarg de vint-i-vuit anys del 1886 al 1914.
Entrà a la Société Agricole, Scientifique et Littéraire des Pyrénées Orientales (SASL) el 1872. Va ser-ne secretari i director (1885-1909) de la Secció de Ciències, fins que el 1909 fou votat president de la Societat. També va ser president de la "Société des Médecins des Pyrénées-Orientales" i, en plegar del càrrec, va ser-ne elegit president honorari. Va ser membre ordinari o corresponent de diverses societats cultes: el Museu d'Història Natural de París, la Société géologique de France, l'Association française pour l'avancement des Sciences, la Societat francesa d'arqueologia, el Club Alpin Français i la Société d'anthropologie de Lió (1890). Va ocupar càrrecs de responsabilitat a diverses societats i organismes del Departament.
Va ser un historiador aficionat de gran dedicació, i se li atribueix el desenterrament d'una col·lecció de ceràmiques antigues vora Canet de Rosselló, i la descoberta el 1894  a sota de l'estació d'Estagell d'una caverna amb gran nombre de restes prehistòriques d'habitació humana. Quan es construí a Perpinyà el Fort del Serrat d'en Vaquer el 1885, el doctor Donnezan efectuà prospeccions que trobaren a l'indret un gran jaciment paleontològic amb fòssils datats al Pliocè. D'entre les més de cinquanta espècies trobades, se'n poden destacar la tortuga gegant que es batejà aleshores com a Testudo perpiniana, el primat Dolichopithecus Ruscinensis, l'os Ursus Avernensis, el cérvol Ruscinensis, la gasela Borbonica, el bòvid Paleorix boodon, l'èquid Hipparion i la guilla Vulpes Donnezani, anomenada així el 1890 en honor del científic. Les seves investigacions i descobertes es plasmaren en un gran nombre de publicacions, sovint publicades en butlletins de societats cultes, com el de l'Association Française pour l'Avancement des Sciences i el de l'Académie des Sciences o al mateix butlletí de la SASL.
Rebé un gran nombre de distincions, com els títols de cavaller de la Legió d'Honor (1895), d'Oficial de l'Acadèmia i comandant de la portuguesa Orde de Crist; rebé la Medalla d'Honor de les Epidèmies així com la medalla de la Societat de Socors als ferits, entre d'altres. A més de la Vulpes Donnezani, el seu amic i coautor Charles Depéret batejà el 1890 les espècies fòssils de murins Stephanomys donnezani, de ratolins Mus donnezani i de cànids Nyctereutes donnezani, i el 1892 la de fasiànids Palaeocryptonyx donnezani en honor seu. Posteriorment, Viret proposà el 1954 el nom de Hyaena donnezani per una espècie de hienes fòssils, per bé el nom no ha estat  adoptat de forma generalitzada.
Morí al seu Perpinyà natal, i l'ajuntament li dedicà, en recordança, una rotonda.

## Publicacions
(selecció)
- Depéret, Charles; Donnezan, Albert. Les animaux pliocènes du Roussillon.  París: Librairie polytechnique Baudry et cie, 1890.[nt 6]
- «Découverte du Mastodon Borsoni en Roussillon». Comptes-rendus des séances de l'Académie des sciences, 06-03-1893.[Enllaç no actiu]
- «Découvertes de fossiles dans le pliocène de Perpignan. Congrès de Limoges 1890». Congrès de l'Association Française pour l'Avancement des Sciences, 1890.
- «Découvertes de vertébrés fossiles faites dans les environs de Perpignan». Revue de l'Association française pour l'avancement des sciences, 1894, p. 528-540.[Enllaç no actiu]
- Une Excursion du Club alpin au musée régional de Perpignan.  Perpinyà: impr. de l'Indépendant, 1895.
- Exposition scientifique départementale organisée à l'occasion de l'exposition de Perpignan 1890.  Perpinyà: Charles Latrobe, 1890.
- «Les fouilles des cavernes et les monuments mégalithiques du Roussillon». Compte rendu du LXXIIIe Congrès archéologique de France (1906, Carcassonne et Perpignan), 1906.
- Depéret, Charles; Donnezan, Albert «Sur la Testudo perpiniana Depéret, gigantesque tortue du pliocène moyen de Perpignan». Comptes rendus hebdomadaires des séances de l'Académie des Sciences, 1887.[nt 4]
- Taille et lithotritie leurs procédés opératoires les plus surs et leurs indications respectives. Proposition d'un instrumen nouveau [tesi doctoral].  Montpellier: s.n, 1872.[nt 7]
- Articles al Bulletin de la Société Agricole, Scientifique et Littéraire des Pyrérées-Orientales: [http://catalogue-bibliotheques.perpignan.fr/medias/doc/EXPLOITATION/ALOES/0374516/decouverte-de-fossiles%5BEnllaç+no+actiu%5D Découverte de fossiles] (1886); Découverte de nouveaux fossiles au Serrat d'en Vaquer (1890); [http://catalogue-bibliotheques.perpignan.fr/medias/doc/EXPLOITATION/ALOES/0374538/note-sur-de-nouvelles-decouvertes-de-fossiles-dans-les-environs-de-perpignan%5BEnllaç+no+actiu%5D Note sur de nouvelles découvertes de fossiles dans les environs de Perpignan] (1891, Nîmes: Lacour, edició facsímil del 2005); Note sur quelques sépultures du Roussillon (1892); Découverte du Mastodon Borsoni en Roussillon (1893); [http://catalogue-bibliotheques.perpignan.fr/medias/doc/EXPLOITATION/ALOES/0374551/rapport-sur-les-travaux-scientifiques-de-l-annee-1893%5BEnllaç+no+actiu%5D Rapport sur les travaux scientifiques de l'année 1893] (1894); Grotte d'Estagel. 8 janvier 1894 - 22 janvier 1895 i Notes sur le château royal de Perpignan et le Puits de Sainte-Florentine (1895); Notes sur le vieux Perpignan (1907); [http://catalogue-bibliotheques.perpignan.fr/medias/doc/EXPLOITATION/ALOES/0374535/fouilles-a-chateau-roussillon-note%5BEnllaç+no+actiu%5D Note sur les fouilles de Château-Roussillon] (1911)